# Distrito de Nagpur
Nagpur (en maratí; नागपूर जिल्हा ) es un distrito de India, parte de la división de Nagpur en el estado de Maharastra . 
Comprende una superficie de 9897 km².
El centro administrativo es la ciudad de Nagpur.

## Demografía
Según el censo de 2011 contaba con una población total de 4653171 habitantes.